# Love to Love You, Donna Summer
Love to Love You, Donna Summer è un film documentario del 2023 diretto da Roger Ross Williams e Brooklyn Sudano, che segue la vita e la carriera di Donna Summer. Il film è stato presentato in anteprima mondiale al 73º Festival internazionale del cinema di Berlino il 17 febbraio 2023.

## Trama
Vita e carriera di Donna Summer.

## Accoglienza
Sul sito web aggregatore di recensioni Rotten Tomatoes, il film detiene un indice di approvazione dell'81% basato su 27 recensioni, con una valutazione media di 7,3/10. Metacritic, che utilizza una media ponderata, gli ha assegnato un punteggio di 62 su 100, basato su 6 critici, indicando "recensioni generalmente favorevoli".